# Roclincourt Military Cemetery
Le Roclincourt Military Cemetery  est un cimetière militaire de la Première Guerre mondiale, situé sur le territoire de la commune de Roclincourt, dans le département du Pas-de-Calais, au nord d'Arras. Trois autres cimetières britanniques sont implantés sur le territoire de cette commune : le Arras Road Cemetery, le Highland Cemetery (Roclincourt) et le Roclincourt Valley Cemetery.

## Localisation
Ce cimetière est situé au milieu du village, voie de Rionval.

## Histoire

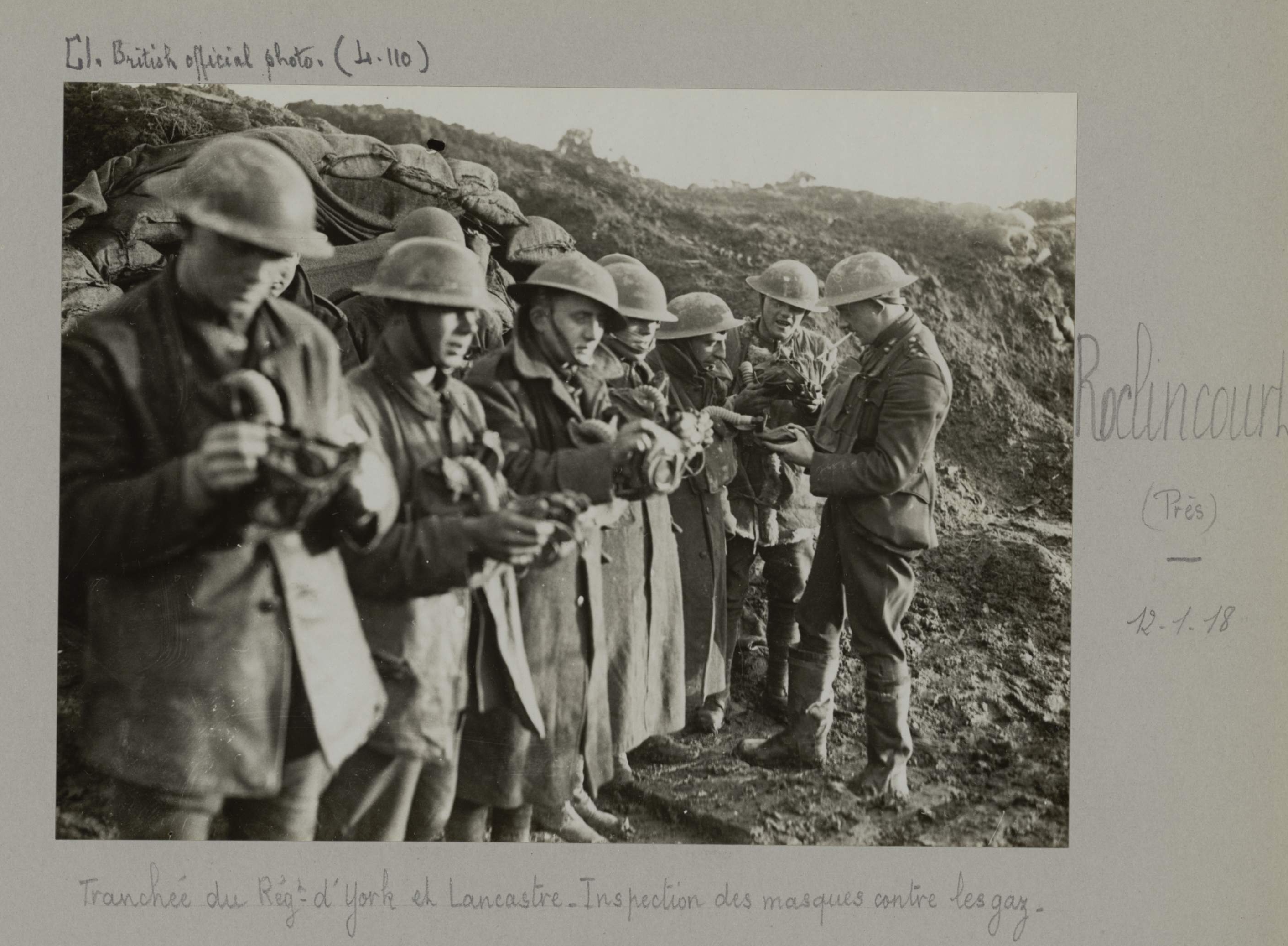
Soldats britanniques inspectant leur masque contre les gaz dans une tranchée à Roclincourt en janvier 1918.

Le village de Roclincourt se trouvait juste sur la ligne de front en 1917. Le 9 avril 1917, premier jour de la bataille d'Arras, les troupes du Commonwealth attaquèrent le secteur. C'est à cette date que fut créé le Roclincourt Military Cemetery  pour inhumer les victimes des combats. Il a continué à être utilisé comme cimetière de première ligne jusqu'en octobre 1918.
Après l'Armistice, des tombes provenant de cimetières militaires provisoires des environs ont été ajoutées.
Ce cimetière  contient 916 sépultures du Commonwealth de la Première Guerre mondiale, dont 32 ne sont pas identifiées. Il y a aussi quatre tombes de guerre allemandes 

## Caractéristiques
Ce vaste cimetière a un plan rectangulaire de 85 m sur 45, entouré entièrement et clos par une haie d'arbustes.
Il a été conçu par l'architecte britannique Reginald Blomfield.

## Sépultures
| Pays        | Sépultures |
| ----------- | ---------- |
| Royaume-Uni | 783        |
| Canada      | 133        |
| Allemagne   | 4          |
| Total       | 920        |

## Galerie

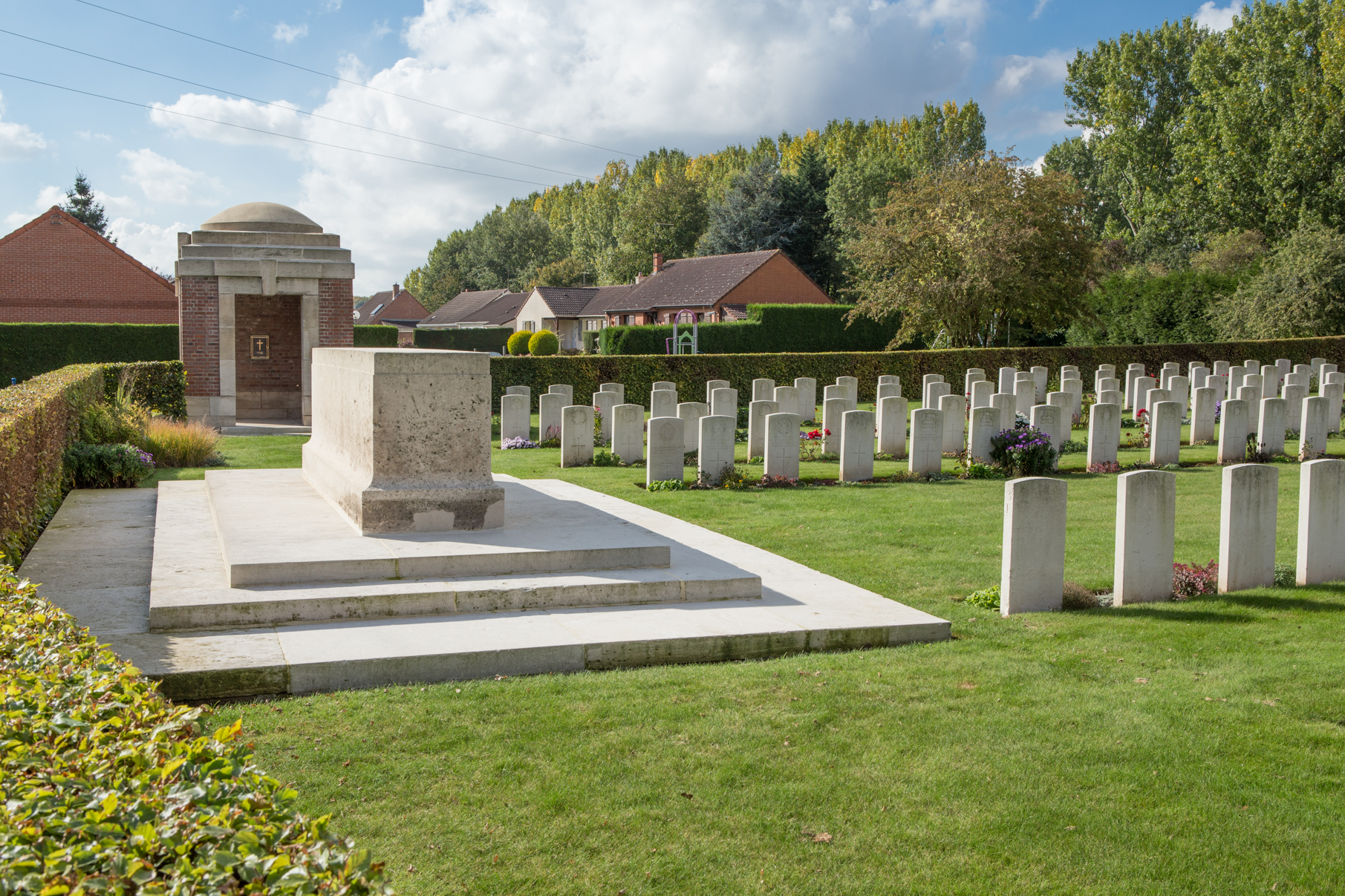
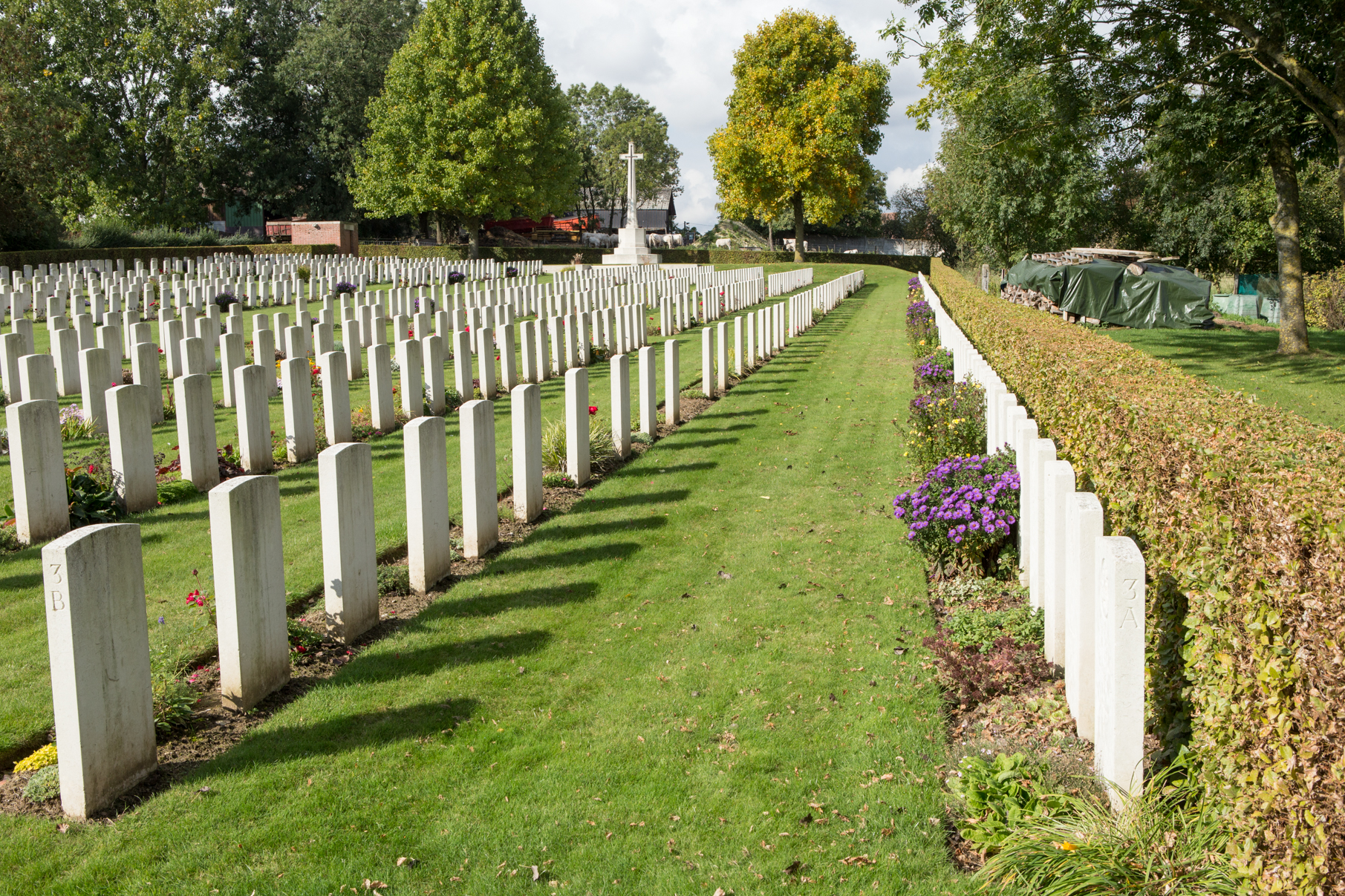
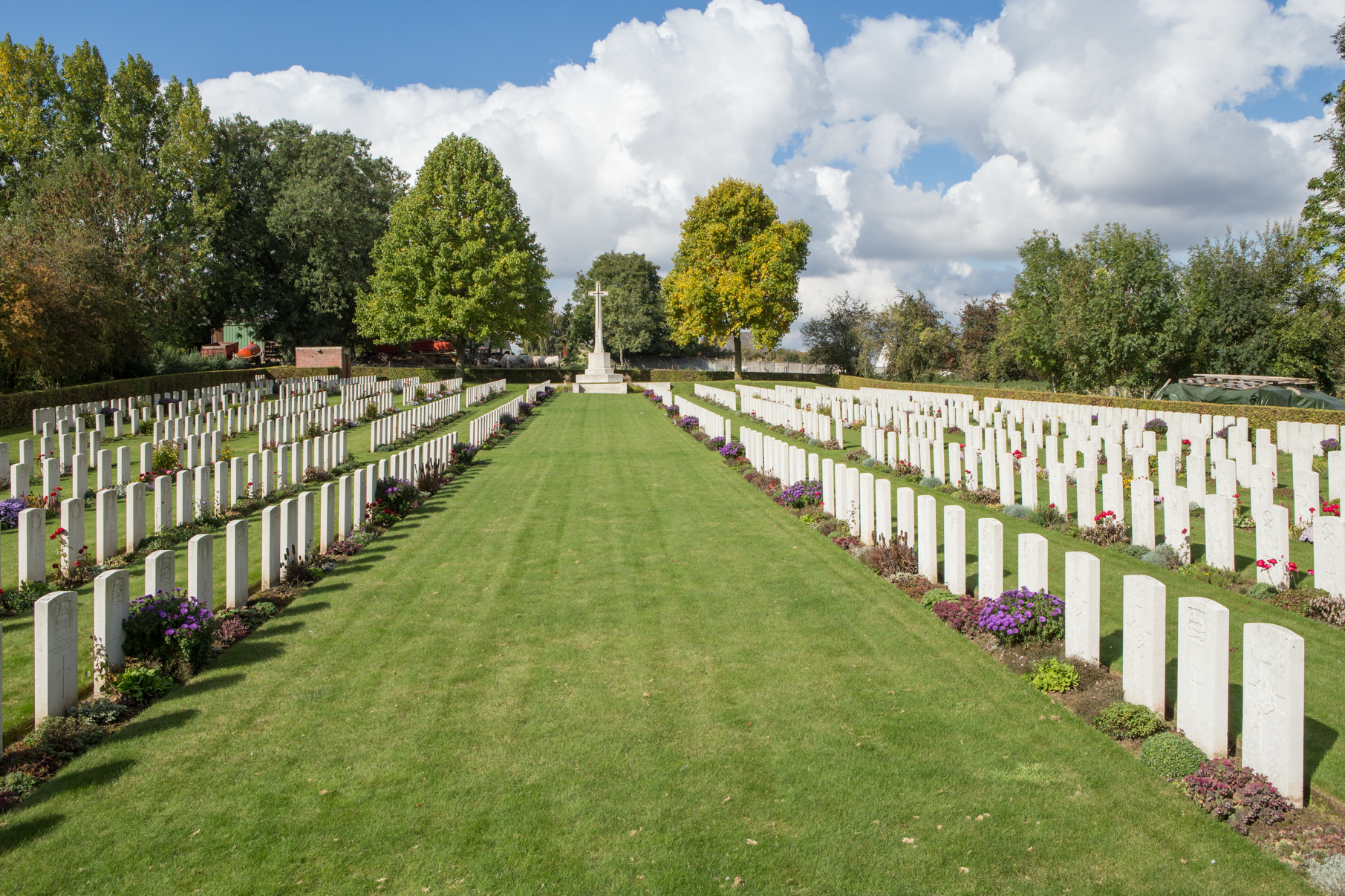
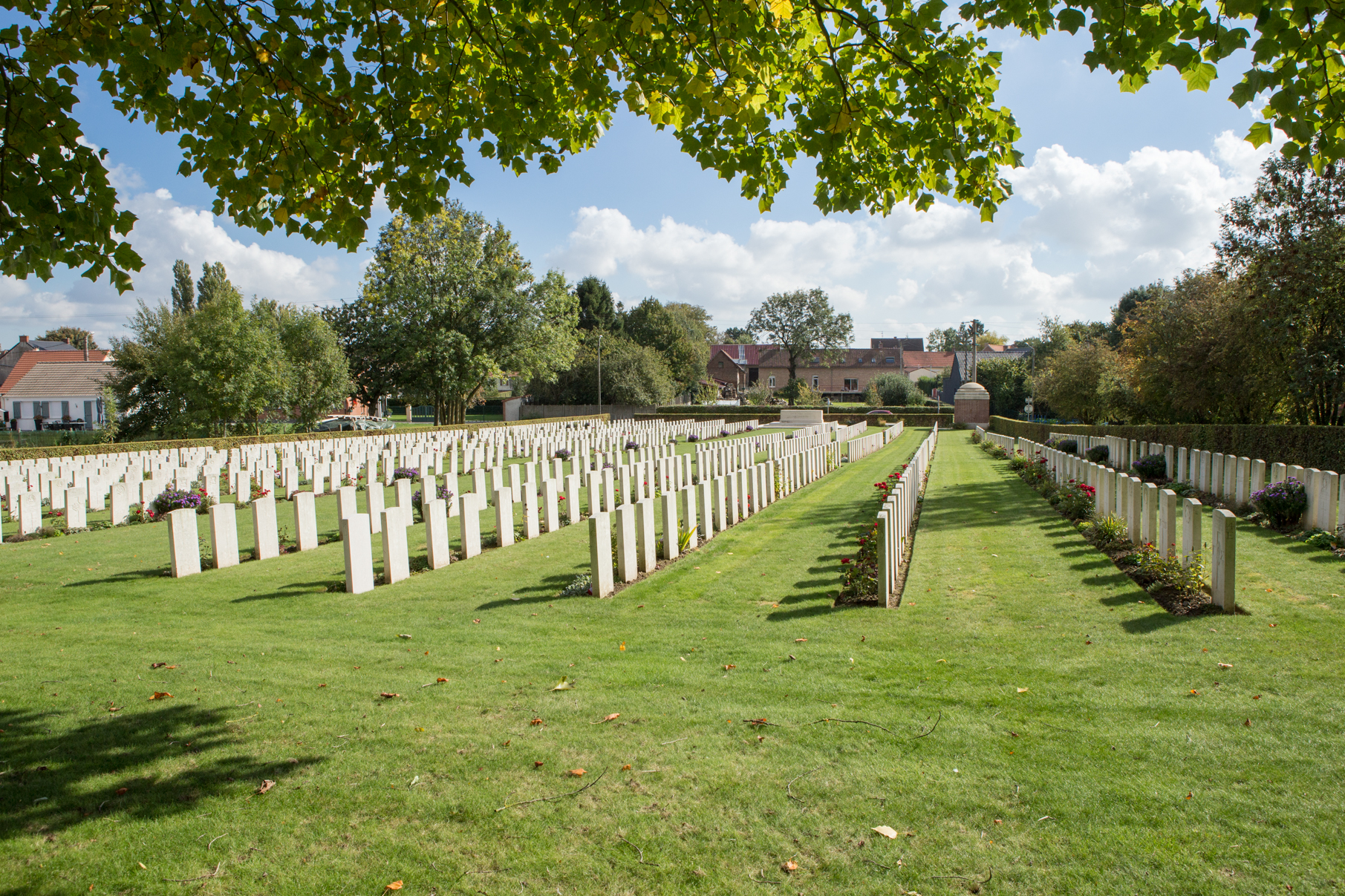
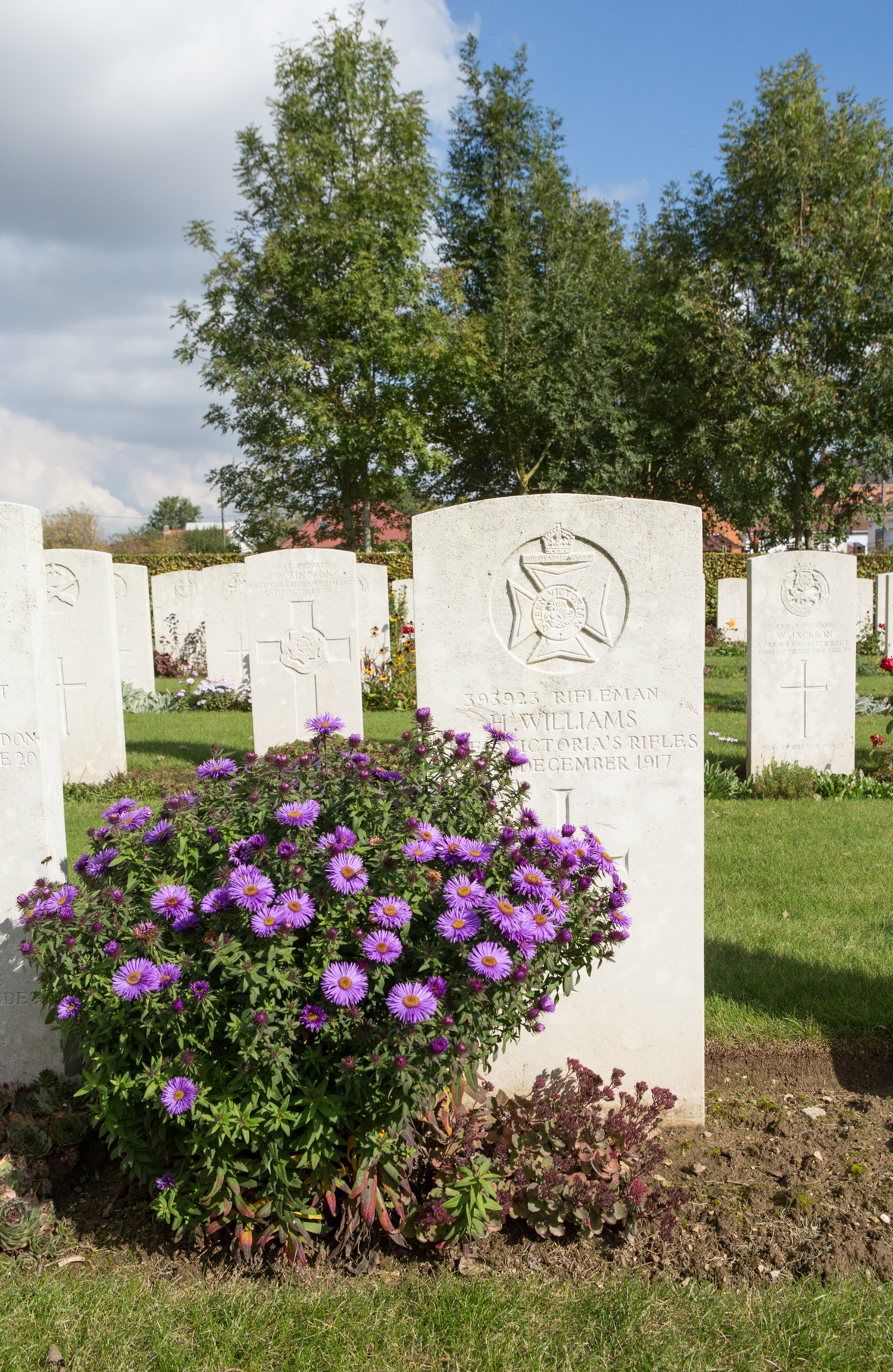
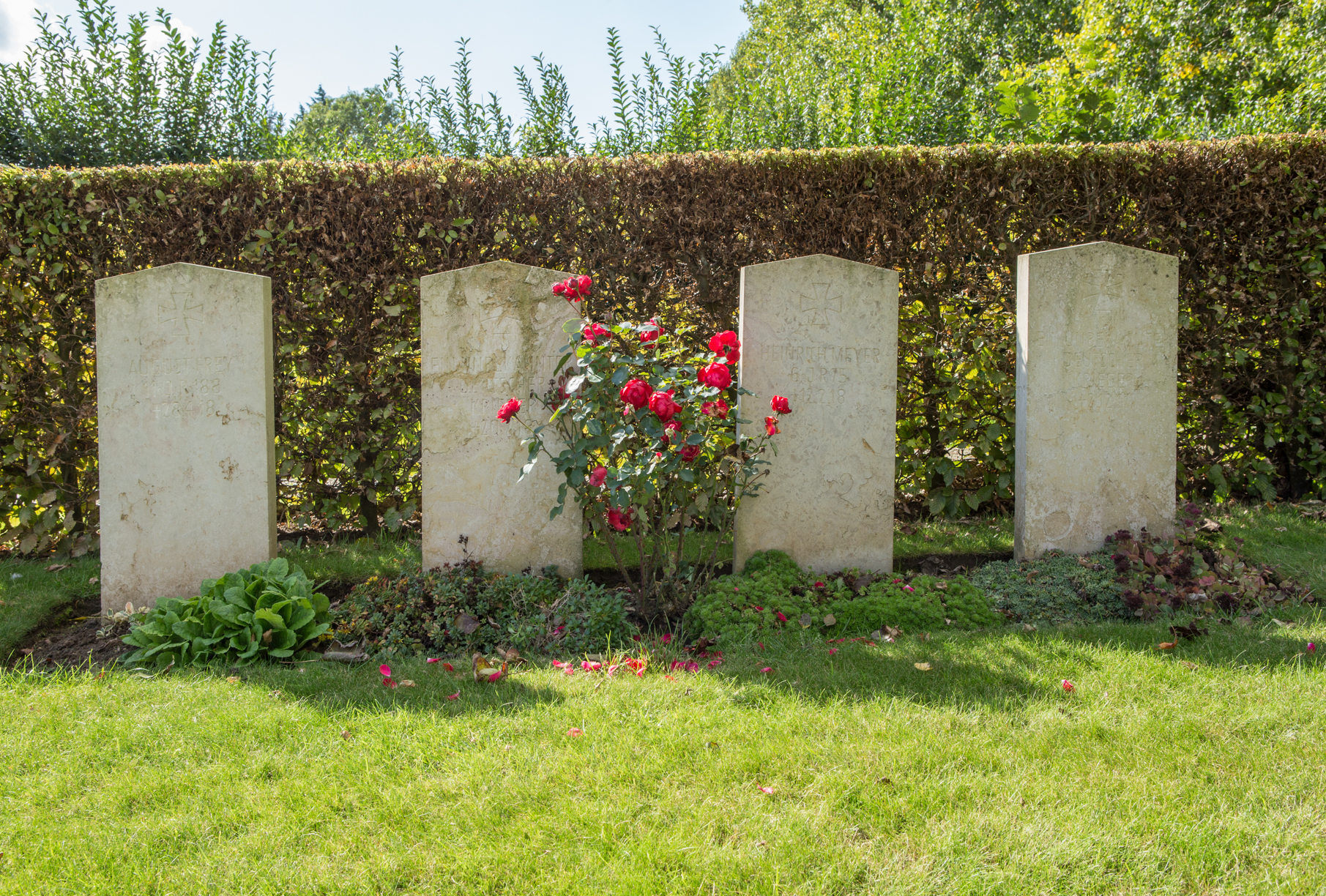
les quatre tombes allemandes.

## Pour approfondir